# اس‌تی‌اس-۶۱-سی
اس‌تی‌اس-۶۱-سی (انگلیسی: STS-61-C) یکی از مأموریت‌های برنامه شاتل‌های فضایی بود که در تاریخ ۱۲ ژانویه ۱۹۸۶ از پایگاه فضایی کندی به فضا پرتاب شد. این مأموریت ۶ روزه توسط شاتل کلمبیا انجام گرفت و هدف اصلی آن نصب ماهواره Satcom در مدار خود بود. این مأموریت هفتم مأموریت شاتل کلمبیا و در مجموع ۲۴ امین مأموریت شاتل‌های فضایی بود.